# Tłumaczów

Kirche St. Peter und Paul

Tłumaczów (deutsch: Tuntschendorf; tschechisch Kunčice, auch Tlumačov) ist ein Ort in der Stadt- und Landgemeinde Radków (Wünschelburg) im Powiat Kłodzki der Wojewodschaft Niederschlesien in Polen. Es liegt an der Grenze zu Tschechien.

## Geographie
Tłumaczów liegt an der Woiwodschaftsstraße 385 im Tal der Steine (polnisch Ścinawka), sechs Kilometer südwestlich von Nowa Ruda (Neurode). Westlich des Ortes befindet sich der Grenzübergang Tłumaczów – Otovice nach Tschechien. Südwestlich erhebt sich der 556 m hohe Hupprich (Gardzień). Nachbarorte sind Tłumaczówek (Klein Tuntschendorf bzw. Endegut) und Rudawa (Rudelsdorf) im Norden, Błogocice (Haindorf) Nordosten, Sarny (Kolonie Scharfeneck) im Osten, Ścinawka Górna (Obersteine) im Südosten, Gajów (Reichenforst) und Janików (Scheidewinkel) im Südwesten sowie das tschechische Otovice im Westen.

## Geschichte
Tuntschendorf wurde erstmals 1348 als „Tolmaczindorf“ erwähnt; 1352 ist es als „Tolmetschendorf“ und 1401 als „Tulmaczindorf“ überliefert. Es gehörte zum Distrikt Neurode im Glatzer Land, mit dem es die Geschichte seiner politischen und kirchlichen Zugehörigkeit von Anfang an teilte. Für 1384 ist es in einem Verzeichnis des Erzbistums Prag mit einer Pfarrkirche verzeichnet. Es bestand ursprünglich aus mehreren Anteilen, die meistens unterschiedlichen Besitzern gehörten:
- Das Rittergut Reichenbach war zunächst ein Lehen, das später in ein freies Erbgut umgewandelt wurde. 1536 gehörte es dem Glatzer Burggrafen Heinrich von Haugwitz, 1580 dem Carl von Tschischwitz, 1610 dem Caspar von Reichenbach, 1654 dem Wolfgang Heinrich von Schenkendorf, 1664 dem Hauptmann der Herrschaft Politz, Johann Georg Mathäs. 1665 erwarb es der Glatzer Landeshauptmann Johann Georg von Götzen aus der katholischen schlesischen Linie derer von Götzen.

- Besitzer des „Pannwitz'schen Ritterguts“ waren: 1560 Heinrich von Predel, 1570 W. von Haugwitz, 1609 Ernst von Schaffgotsch auf Kynast, 1618 Tobias Elbel (Adelsgeschlecht)|von Elbel, 1625 Hans Heinrich von Langenau, 1637 Ernst Christian von Pannwitz, 1654 Wolfgang Heinrich von Schenkendorf, 1684 Johann Ernst von Götzen, ein Sohn des Johann Georg von Götzen.

- Besitzer des Freirichterguts waren nach mehreren Besitzerwechseln Maximilian von Kochtizky auf Scharfeneck, ab 1661 Johann Georg von Götzen. Nachdem die Linie der katholischen schlesischen Reichsgrafen von Götzen 1771 mit Johann Joseph (Leonhard) im Mannesstamme erlosch, kamen deren vorstehende Besitzungen 1780 an Anton Alexander von Magnis auf Eckersdorf.

- Der „Rittersitz Turmgut“ war ein Lehen, das im 14. Jahrhundert bis 1470 im Besitz der Herren von Maltitz war. Später gehörte es den von Tscheterwang, von Haugwitz, von Reichenbach und von Kochtitzky. 1661 gelangte es an Johann Georg von Götzen, der es seinen Nachkommen vererbte. Als die Grafschaft Glatz nach dem Ersten Schlesischen Krieg 1742 und endgültig mit dem Hubertusburger Frieden 1763 an Preußen übergegangen war, fiel das Turmgut nach dem Tod von Johann Joseph (Leonhard) von Götzen als erledigtes Lehen an den preußischen König Friedrich den Großen. Er schenkte dieses Lehen seinem Generaladjutanten und Gouverneur von Glatz Friedrich Wilhelm von Götzen d. Ä. aus der evangelischen schlesischen Linie derer von Götzen. Nach dessen Tod erbte das Tuntschendorfer Lehngut sein ältester Sohn Adolf Sigismund Graf von Götzen († 1847).

Nach der Neugliederung Preußens gehörte Tuntschendorf ab 1815 zur Provinz Schlesien, die in Landkreise aufgeteilt wurde. 1816–1853 war der Landkreis Glatz, 1854–1932 der Landkreis Neurode zuständig. Nach dessen Auflösung 1933 gehörte Tuntschendorf bis 1945 wiederum zum Landkreis Glatz. Seit 1874 bildete die Landgemeinde Tuntschendorf zusammen mit den Gutsbezirken Pannwitzhof, Rudelsdorf, Scheidewinkel, Anteile Edelhof und Moschner den Amtsbezirk Tuntschendorf. Von wirtschaftlicher Bedeutung waren neben der Landwirtschaft ein Steinbruch und ein Schotterwerk. 1939 bestand Tuntschendorf aus 906 Bewohnern.
Als Folge des Zweiten Weltkriegs fiel Tuntschendorf 1945 mit dem größten Teil Schlesiens an Polen. Es wurde zunächst in Tuczyn und später in Tłumaczów umbenannt. Die deutsche Bevölkerung wurde, soweit sie nicht schon vorher geflohen war, vertrieben. Die neu angesiedelten Bewohner waren teilweise Zwangsumgesiedelte aus Ostpolen, das an die Sowjetunion gefallen war. 1975–1998 gehörte Tłumaczów zur Woiwodschaft Wałbrzych (Waldenburg).

## Sehenswürdigkeiten
- Die Pfarrkirche der hll. Peter und Paul wurde erstmals 1367 in einer Zusammenstellung der Pfarrkirchen im Erzbistum Prag urkundlich erwähnt. Während der Reformation diente sie 1558–1623 als evangelisches Gotteshaus. In der zweiten Hälfte des 18. Jahrhunderts wurde sie neu errichtet und innen reich ausgestattet. Es ist eine Saalkirche mit rund geschlossenem Chor und Stichkappentonne auf Gurten. An der Nordseite des Chores befindet sich im Obergeschoss eine Patronatsloge. Der Friedhof ist von einer Mauer umgeben, in der sich ein Torhaus mit Leichenhalle befindet. Die Grabkapelle der Familie Moschner im Stil der Neurenaissance entstand im dritten Viertel des 19. Jahrhunderts. Heute ist das Gotteshaus eine Filialkirche der Pfarrei Ścinawka Średnia (Mittelsteine).
- Weg- und Feldkreuze sowie andere Bildstöcke.

## Söhne und Töchter des Ortes
- Paul Bartsch (1871–1960), Zoologe
- Jan Smyrak (* 1950), deutsch-polnischer Radrennfahrer